# Adriaen van Bergen

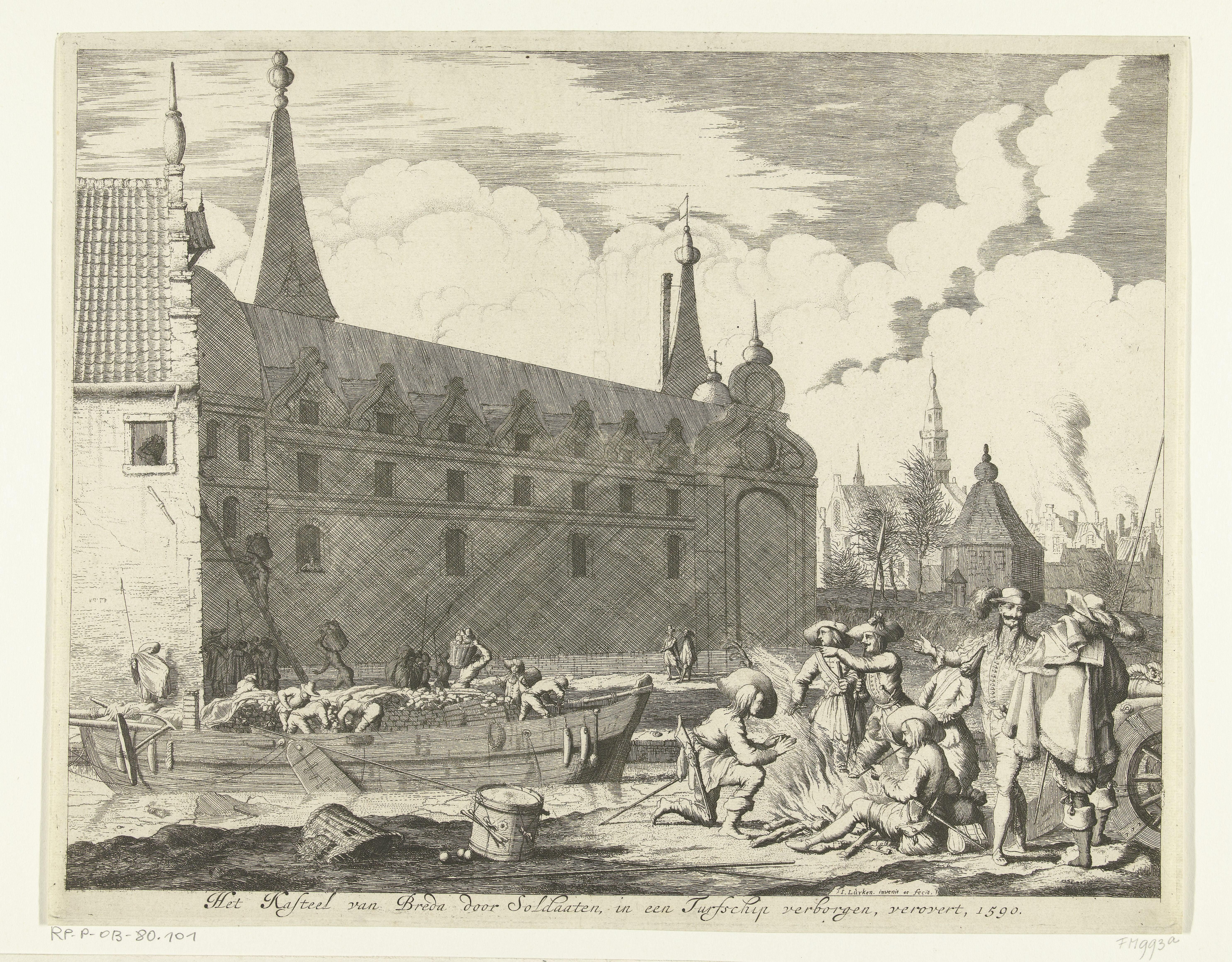
Zeichnung des Turfschip van Breda

Adriaen van Bergen, ein niederländischer Schiffer aus Leur, plante während des Achtzigjährigen Krieges die Rückeroberung der Stadt Breda von den Spaniern und wandte sich im Februar 1590 mit einem Plan nach Art des Trojanischen Pferdes an Prinz Moritz. Er war damit der Begründer der List mit dem Torfschiff von Breda, mit der die Stadt von den Spaniern erobert werden konnte.

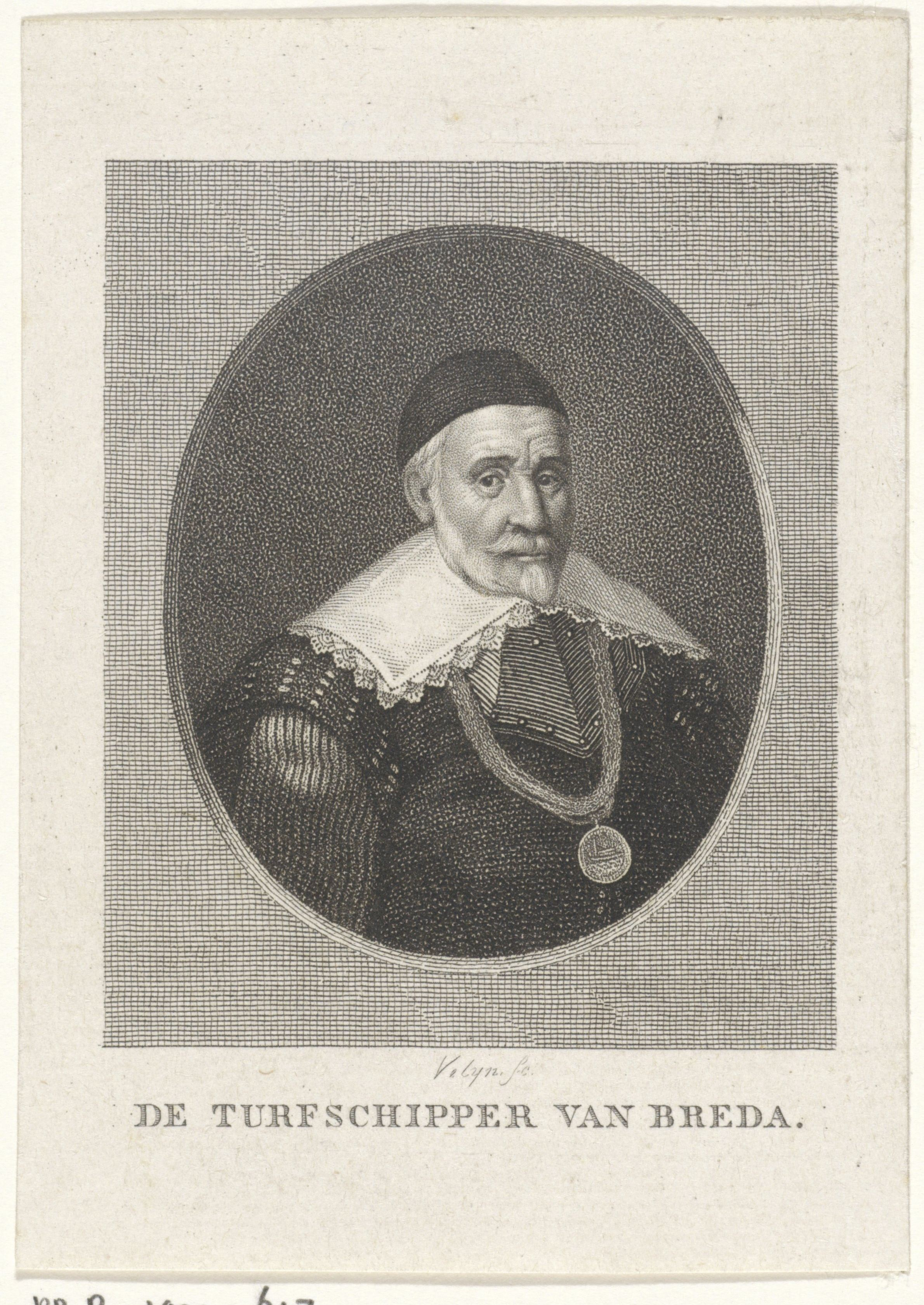
Porträt des Adriaen van Bergen (Philippus Velijn)

Der Skipper von Leur (Etten-Leur) wurde dort 1904 mit einer Statue am Leurse Haven geehrt, während der Van Bergenplein nach ihm benannt ist. Auch bei den Leurse Havenfeesten (deutsch: Leurse Hafenfeste) wird dieser historischen Person Aufmerksamkeit geschenkt. Auf dem Stadserf in Breda steht eine Terrakotta-Statue von Adriaen van Bergen von Gra Rueb.
Adriaens Enkel, Adriaen van der Donck, spielte eine wichtige Rolle bei der Kolonialisierung von Nieuw-Nederland.